# Марин Шверко
Марин Шверко (хорв. Marin Šverko; нар. 4 лютого 1998, Пфорцгайм) — хорватський футболіст, захисник італійського клубу «Венеція».
Виступав, зокрема, за клуб «Гронінген», а також молодіжну збірну Хорватії.

## Клубна кар'єра
Народився 4 лютого 1998 року в місті Пфорцгайм. Вихованець футбольної школи клубу «Карлсруе СК». Дорослу футбольну кар'єру розпочав 2016 року в основній команді того ж клубу, в якій провів один сезон, взявши участь у 2 матчах чемпіонату. 
Згодом з 2017 по 2021 рік грав у складі команд «Майнц 05» II, «Карлсруе СК», «Майнц 05» II, «Зонненгоф Гросашпах» та «Саарбрюкен».
Своєю грою за останню команду привернув увагу представників тренерського штабу клубу «Гронінген», до складу якого приєднався 2021 року. Відіграв за команду з Гронінгена наступні два сезони своєї ігрової кар'єри.
До складу клубу «Венеція» приєднався 2023 року. Станом на 15 квітня 2024 року відіграв за венеціанський клуб 33 матчі в національному чемпіонаті.

## Виступи за збірні
У 2015 році дебютував у складі юнацької збірної Хорватії (U-17), загалом на юнацькому рівні взяв участь у 15 іграх.
Протягом 2019–2021 років залучався до складу молодіжної збірної Хорватії. На молодіжному рівні зіграв в 11 офіційних матчах, забив 1 гол.